# 스파이럴 (가넷 크로우의 노래)
《스파이럴》(일본어: スパイラル)은 GARNET CROW의 열한번째 싱글이다. 2002년 8월 14일 GIZA studio에서 발매되었다.
전곡의 작곡은 나카무라 유리, 작사는 아즈키 나나, 편곡은 후루이 히로히토 (〈Naked Story ~raze mix~〉의 리믹스는 AKIRA) 가 맡았다.
전작인〈꿈 꾼 후에〉에 이어 오리콘 10위 이내에 들어간 곡이다.
커플링 곡인〈Naked Story ~raze mix~〉는 두 번째 앨범〈SPARKLE ~줄거리 그대로의 스카이 블루~〉에 수록된〈Naked Story〉를 리믹스 한 것으로, 이 곡은 리믹스 앨범〈Cool City Production Vol.8 GARNET CROW REMIXES〉에도 수록되어 있다.

## 수록곡
1. 스파이럴
2. 소나기의 뜰 (일본어: 夕立の庭)
3. Naked Story ~raze mix~
4. 스파이럴 ~instrumental~

## 차트 성적
- 최고순위 7위 (오리콘)